# Colorist
Ein Colorist ist ein Fachmann der Bildenden Kunst, der bei Comics, Filmen und anderen Medien Farben (lat.-engl. colors) hinzufügt oder abstimmt.
Ursprünglich ist ein Colorist der Spezialist, der in der Textil-, Druck- und Kunststoffindustrie die notwendigen Arbeiten zur Produktion von farbigen Erzeugnissen auf Basis der Ideen der Entwicklungsabteilung nachstellt, siehe Koloristik.

## Aufgabenbereiche

### Comic
Bei Comics ist ein Colorist dafür verantwortlich, die schwarz-weißen Umrisse des rohen Comics mit Farben zu füllen. Ursprünglich übernahm das ein Verfahren, bei dem Filme mit verschiedener Materialdichte der jeweiligen Form entsprechend ausgeschnitten und dann später mit einfarbigen Druckplatten eingefärbt wurden.
Etwas später arbeiteten Coloristen mit durchsichtigeren Ergebnissen, erzeugt durch Wasserfarben und Spritzpistolen, die fotografiert wurden und so raffinierte Maleffekte erlaubten.
Heutzutage finden sich Coloristen vornehmlich in der Arbeit mit Multimedia-Werkzeugen wie Adobe Photoshop wieder. Sie arbeiten entweder als Mitarbeiter oder Freiberufler direkt für Comic-Verleger oder für Coloring-Studios, die ihre Dienste dann Verlegern anbieten.

### Fotografie und Film
Ein spezieller Colorist ist der Fotolaborant, der einzelne Bilder und andere fotografische Aufnahmen wie Filme oder Videomaterial je nach gewünschter Stimmung auf Helligkeit, Farbe und Gradation abstimmt.
Ein Colorist kann außerdem für die Überspielung und Abtastung des belichteten und entwickelten Filmmaterials auf digitale Videokassetten, andere Bandmedien oder Serversysteme innerhalb der Postproduktion zuständig sein. Er ist verantwortlich für die technisch korrekte Ausführung des Abtastvorgangs mit einem Filmscanner, auch unter Berücksichtigung bestehender Rauschunterdrückungs- und Schärfeanhebungssysteme. Farbkorrekturen werden bereits bei der Überspielung durchgeführt. Dies ist ein kreativer Prozess und fordert besondere Anforderungen an Farbwahrnehmung und ästhetisches Verständnis. Nach der Überspielung werden weitere Farbkorrekturen szenenweise bei der Überspielung durchgeführt. Der Colorist ist eine besondere Mischform des „Telecine Operators“ oder des „Filmscan Operators“, da seine Tätigkeit nicht nur auf die technische Abwicklung des Abtastvorgangs beschränkt ist. 
Die meisten Werbungen, Musik-Videos, Serien und Kinofilme sind von einem Farbenkünstler zum Teil in einem sehr großen Ausmaß reguliert worden. Sie gleichen Stimmungen von Szenen an, die an unterschiedlichen Zeiten und Orten gedreht wurden, schaffen einen neuen Stil oder machen für gewöhnlich beides. 
Ein Musik-Video oder eine Werbung zeigt am deutlichsten, wie sehr ein Colorist an der Stimmung drehen kann. Häufig ist die aufgenommene Szene nicht sehr ansehnlich, erst in der Nachbearbeitung wird das Material in ein visuell aufregendes Produkt verwandelt. Der Vorgang gleicht dem von Bildbearbeitungsprogrammen wie z. B. mit Photoshop, nur dass hier bewegte Bilder szenenweise angeglichen werden und die erforderliche Ausrüstung üblicherweise nur in filmtechnischen Betrieben zur Anwendung kommt. Der Farbenkünstler arbeitet an der Nachbearbeitung von Fernsehproduktionen oder Kinofilmen.
Ein verwandter Beruf ist jener des damals sogenannten Video-Colormatchers, der ähnliche Aufgaben erfüllte, aber im Digitalzeitalter durch den Coloristen ersetzt wurde. 
Der Film-Lichtbestimmer, der auf optisch-fotografische Weise die künstlerischen Aufgaben erfüllt, 
wird immer mehr durch den Digitalen Lichtbestimmer verdrängt.